# Listă de nobili români transilvăneni
Aceasta este o listă de nobili români transilvăneni:
- Mihai Halici din Caransebeș [1]